# Thierry Lalive d’Epinay

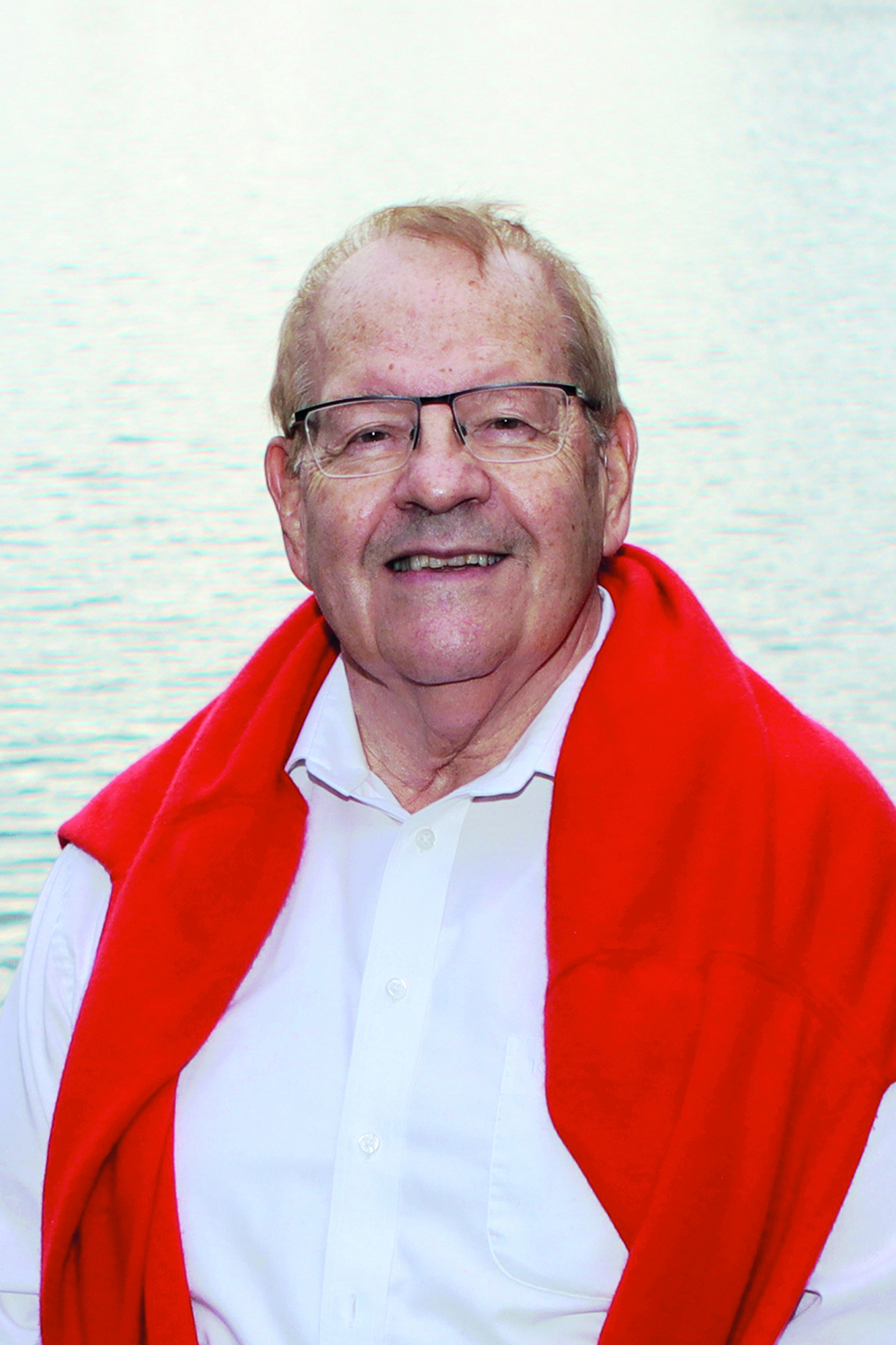
Thierry Lalive d’Epinay (2021)

Thierry Lalive d’Epinay (* 28. Dezember 1944) ist ein Schweizer Manager und selbstständiger Unternehmer. Der promovierte Elektroingenieur war Forscher und Dozent im Bereich Automatisierung und Computertechnik an der ETH Zürich, bevor er ab 1979 leiten Positionen bei ABB und Landis+Gyr übernahm. Mit der hpo management consulting ag gründete Lalive 1995 gemeinsam mit Andreas Suter seine eigene Beraterfirma, in der er als Verwaltungsratspräsident und Experte tätig ist.
Ab 1998 sass Lalive d‘Epinay in den Verwaltungsräten verschiedener Unternehmungen wie der Société Générale de Surveillance oder dem Industriekonzern Von Roll. Von 1999 bis zu seinem Rücktritt Ende 2008 war er Verwaltungsratspräsident der Schweizerischen Bundesbahnen. Ein Höhepunkt seiner Amtszeit war die Realisierung der Bahn 2000, bei der mit dem Fahrplanwechsel am 12. Dezember 2004 massive Verbesserungen im öffentlichen Verkehr vorgenommen wurden. Unter seiner Ägide wurden zudem die bisherigen Kreisdirektionen abgeschafft und die vier Divisionen Personenverkehr, Güterverkehr, Immobilien und Infrastruktur etabliert.
2021 veröffentlichte er das Kinderbuch Arno und die Steinmonster.
Lalive d’Epinay ist mit der früheren FDP-Politikerin Maya Lalive d’Epinay (* 1957), die von 1999 bis 2003 im Nationalrat sass, verheiratet. Das Paar wohnt im schwyzerischen Bäch in der Gemeinde Freienbach am Zürichsee. Lalive d‘Epinay hat drei Kinder. Die Managerin Isabelle Welton ist seine Nichte.